# پروتئین جداکننده

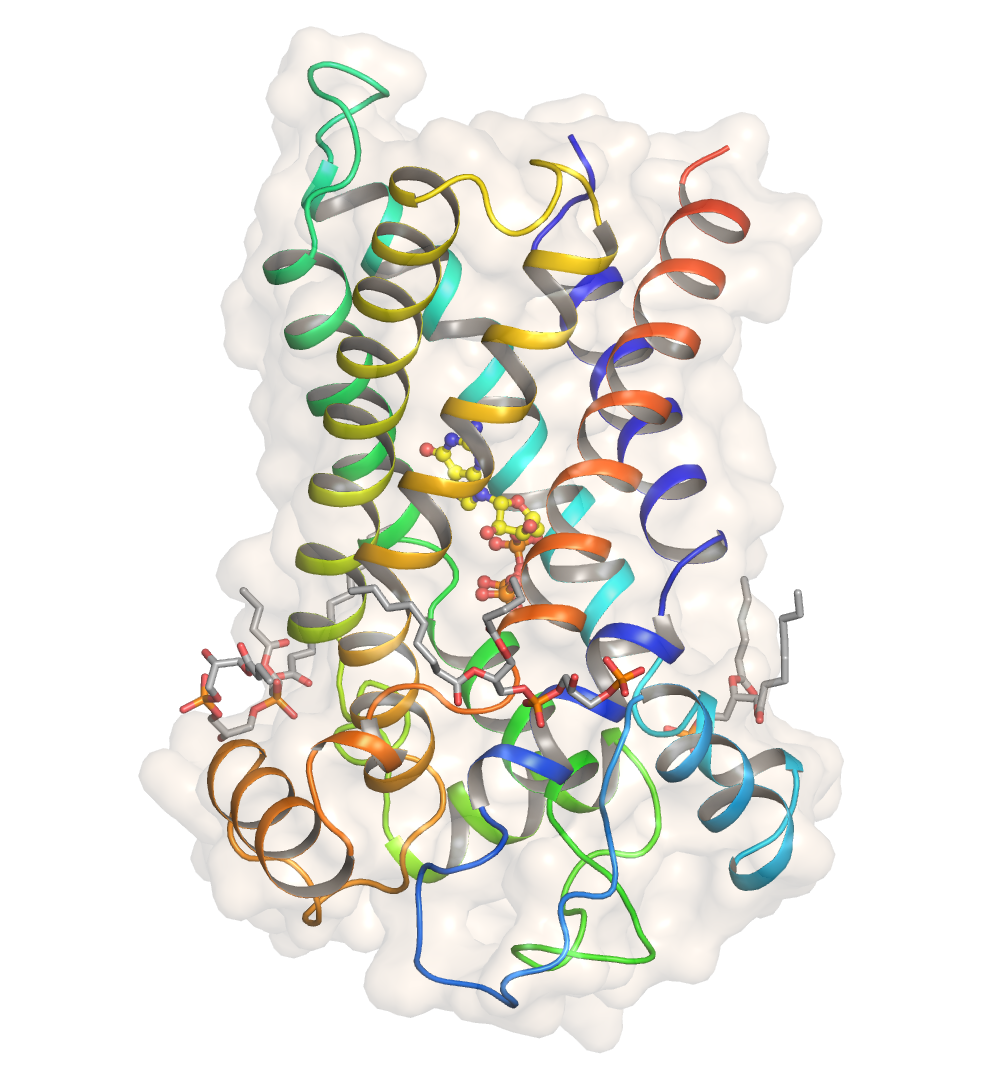
ساختار پروتئین جداکننده انسانی UCP1

یک پروتئین جداکننده (به انگلیسی: Uncoupling protein (UCP)) یک پروتئین غشای داخلی میتوکندری است که یک کانال پروتون یا ناقل تنظیم‌شده است؛ بنابراین، یک پروتئین جداکننده می‌تواند شیب پروتون تولیدشده توسط پمپاژ پروتون‌های نیکوتین‌آمید آدنین دی‌نوکلئوتید (NADH) از ماتریس میتوکندری به فضای بین غشایی میتوکندری را پراکنده کند. انرژی از دست رفته در اتلاف شیب پروتون از طریق پروتئین‌های جداکننده برای انجام کارهای بیوشیمیایی استفاده نمی‌شود. به جای آن، گرما تولید می‌شود. این همان چیزی است که پروتئین‌های جداکننده را به گرمازایی پیوند می‌دهد. با این حال، هر نوع پروتئین جداکننده مربوط به گرمازایی نیست. اگرچه UCP2 و UCP3 ارتباط نزدیکی با UCP1 دارند، UCP2 و UCP3 بر توانایی‌های تنظیم حرارت مهره‌داران تأثیری ندارند. پروتئین‌های جداکننده در غشایی مشابه سنتاز ATP قرار دارند که یک کانال پروتونی نیز هست؛ بنابراین، این دو پروتئین به موازات یکی از آنها گرما تولید می‌کند و دیگری آدنوزین تری‌فسفات را از آدنوزین دی‌فسفات و فسفات معدنی تولید می‌کند که آخرین مرحله در فسفرگیری اکسایشی است. تنفس میتوکندری با سنتز آدنوزین تری‌فسفات (فسفوریلاسیون آدنوزین ی‌فسفات) همراه است، اما توسط پروتئین‌های جداکننده تنظیم می‌شود. پروتئین‌های جداکننده به خانواده حامل میتوکندری (SLC25) وابستگی دارند.

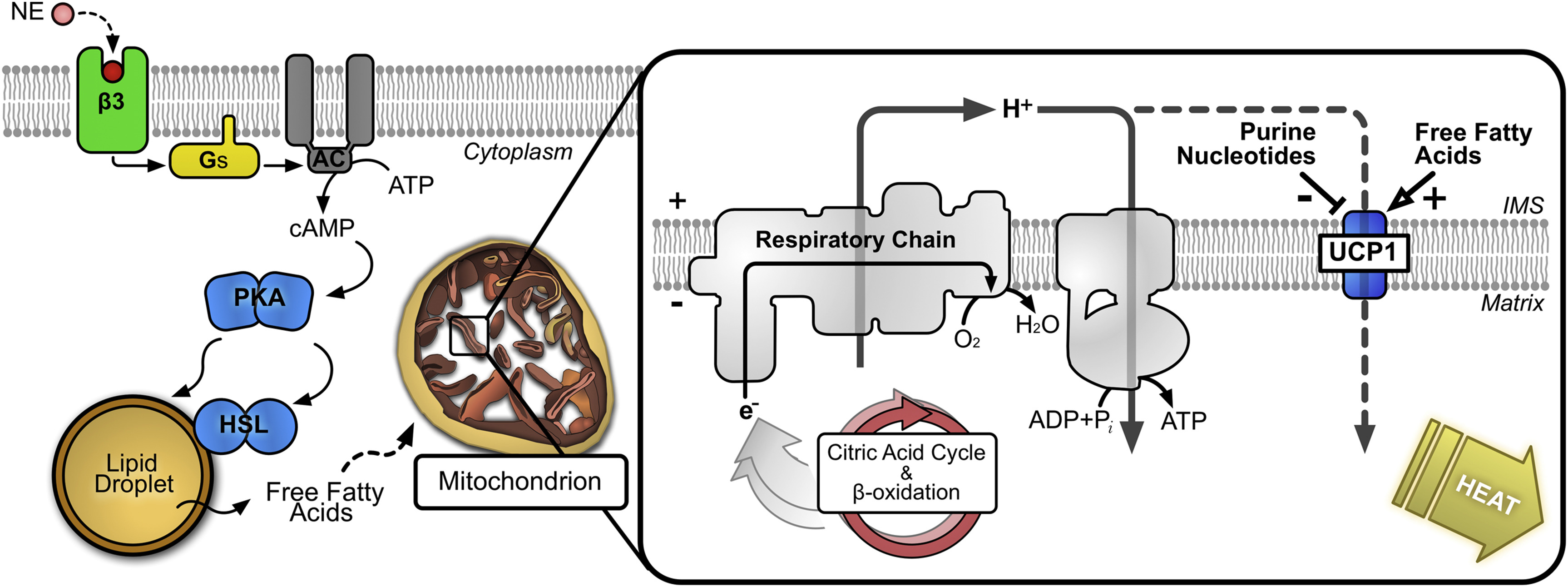
این نمودار مکان UCP1 را با توجه به زنجیره انتقال الکترون نشان می‌دهد.